# Ofentse Nato
Ofentse Nato (* 1. Oktober 1989 in Ramotswa, South East District) ist ein botswanischer Fußballspieler. Er spielt bevorzugt auf der Position eines defensiven Mittelfeldspielers.

## Laufbahn

### Verein
Nato begann seine Karriere bei Gaborone United in der Botswana Premier League. Mit diesem Club gewann er 2009 die Meisterschaft.
2012 wechselte er in die südafrikanische Premier Soccer League zum Johannesburger Verein Bidvest Wits.
2013 wurde er an die Mpumalanga Black Aces verliehen. 2014 wurde an den indischen Fußballklub Atlético de Kolkata ausgeliehen und später ganz abgegeben. Dort angekommen wurde er zuerst an Township Rollers verliehen und 2016 folgte der feste Wechsel dorthin.

### Nationalmannschaft
2009 debütierte Ofentse Nato in der botswanischen Nationalmannschaft. Bei der Fußball-Afrikameisterschaft 2012 stand er im Kader von Botswana und kam in den Vorrundenspielen gegen Ghana (0:1) und Guinea (1:6) zum Einsatz. Im Spiel gegen Guinea wurde er beim Stand von 1:2 verletzungsbedingt ausgewechselt.

## Erfolge
- Botswanischer Meister: 2009, 2017, 2018, 2019
- Botswanischer Pokalsieger: 2012
- Indischer Meister: 2014, 2016